# دار الجبوبة (الرضمة)

تعديل مصدري - تعديل

دار الجبوبة محلة تابعة لقرية النجد الأحمر، التابعة لعزلة كحلان بمديرية الرضمة إحدى مديريات محافظة إب في الجمهورية اليمنية.، بلغ تعداد سكانها 54 حسب تعداد اليمن لعام 2004.